# Abibo di Edessa
Abibo di Edessa (307 circa – 322) è stato diacono ad Edessa, importante centro di cultura cristiana (Scuola di Edessa) nel IV-V secolo.
Nel 322, a seguito di una persecuzione contro i cristiani, fu arrestato e, dopo essere rimasto insensibile a minacce e torture durante l'interrogatorio, fu condannato ad essere arso vivo. Il suo emblema è rappresentato da una palma.